# Grand Prix de Villers-Cotterêts
Der Grand Prix de Villers-Cotterêts, selten auch als Trophée Groupe Volkswagen France bezeichnet, war ein französisches Straßenradrennen.
Das Eintagesrennen, welches seinen Termin im Frühjahr hatte und rund um die französische Gemeinde Villers-Cotterêts im Département Aisne stattfand, wurde erstmals im Jahr 1998 ausgetragen. Das Vorgängerrennen „Grand Prix de Lillers“ war den Amateuren vorbehalten.  Seit Einführung der UCI Europe Tour in der Saison 2005 war das Rennen Teil dieser Rennserie und in die Kategorie 1.1 eingestuft. Der Grand Prix de Villers-Cotterêts war außerdem von 2000 bis 2006 ein Teil des Coupe de France, einer Rennserie von französischen Eintagesrennen. Kein Fahrer konnte das Rennen mehr als einmal gewinnen.

## Palmarès
| - 2006 Emilien-Benoît Bergès - 2005 Bradley McGee - 2004 Stuart O’Grady | - 2003 Julian Winn - 2002 Laurent Lefèvre - 2001 Laurent Brochard | - 2000 Damien Nazon - 1999 Cyril Saugrain - 1998 Jaan Kirsipuu |